# Tom Ammiano
Tom Ammiano (Montclair, New Jersey, 1941. december 15. –) amerikai olasz politikus. A Milk című filmben, mely egy hozzá hasonlóan meleg amerikai politikus életét mutatja be, önmagát alakította. 2008 és 2014 között a kaliforniai parlament tagja volt a 17. körzet képviselőjeként.